# Wilhelm Marx
Wilhelm Marx (Colonia, 15 gennaio 1863 – Bonn, 5 agosto 1946) è stato un politico tedesco, cancelliere del Reich dal 1923 al 1924 e dal 1926 al 1928.

## Biografia
Era figlio di Johann Marx (1822-1882), preside di una scuola cattolica, e di Gertrude Marx (1826-1909). La sorella Barbara, fu rettrice del collegio ursulino della sua città. 
Dalla moglie, Johanna Verkoyen (1871-1946), ebbe quattro figli (tre maschi e una femmina).
Entrato nella magistratura, vi raggiunse nel 1921 la carica di presidente di sezione al tribunale supremo di Prussia.
Aderì fin da giovane al Centro cattolico, fu deputato alla Camera dei rappresentanti prussiana (1899-1918) e al Reichstag dell'Impero tedesco (1910-1918) e in seguito dell'Assemblea nazionale (1919-1920) e del Reichstag della Repubblica di Weimar (1920-1933).
Presidente del Centro e del suo gruppo parlamentare al Reichstag dal 1920 al 1928, fu cancelliere del Reich dal 30 novembre 1923 al 15 dicembre 1924 e dal 16 maggio 1926 al 12 giugno 1928. Nel 1925 fu candidato alle elezioni per la presidenza del Reich.